# Basilique Saint-Jean-Baptiste de Lecce
La basilique Saint-Jean-Baptiste est une église située dans le centre historique de Lecce, via Giuseppe Libertini, à quelques pas de la Porta Rudiae, elle est dédiée à saint Jean le Baptiste. Elle est construite pour les dominicains par l'architecte Giuseppe Zimbalo entre 1691 et 1728.

## Historique
Le bâtiment actuel de la fin du XVIIe siècle est construit sur le site d’une ancienne structure datant de 1388, année de l’arrivée des dominicains à Lecce. La construction est confiée à Giuseppe Zimbalo qui contribue également au financement, mais l'architecte meurt en 1710 et le chantier est terminé en 1728 par d'autres artistes, parmi lesquels Giulio Cesare Penna le jeune et Leonardo Protopapa. En 1948, l'église est élevée au rang de basilique mineure par le pape Pie XII.

## Extérieur

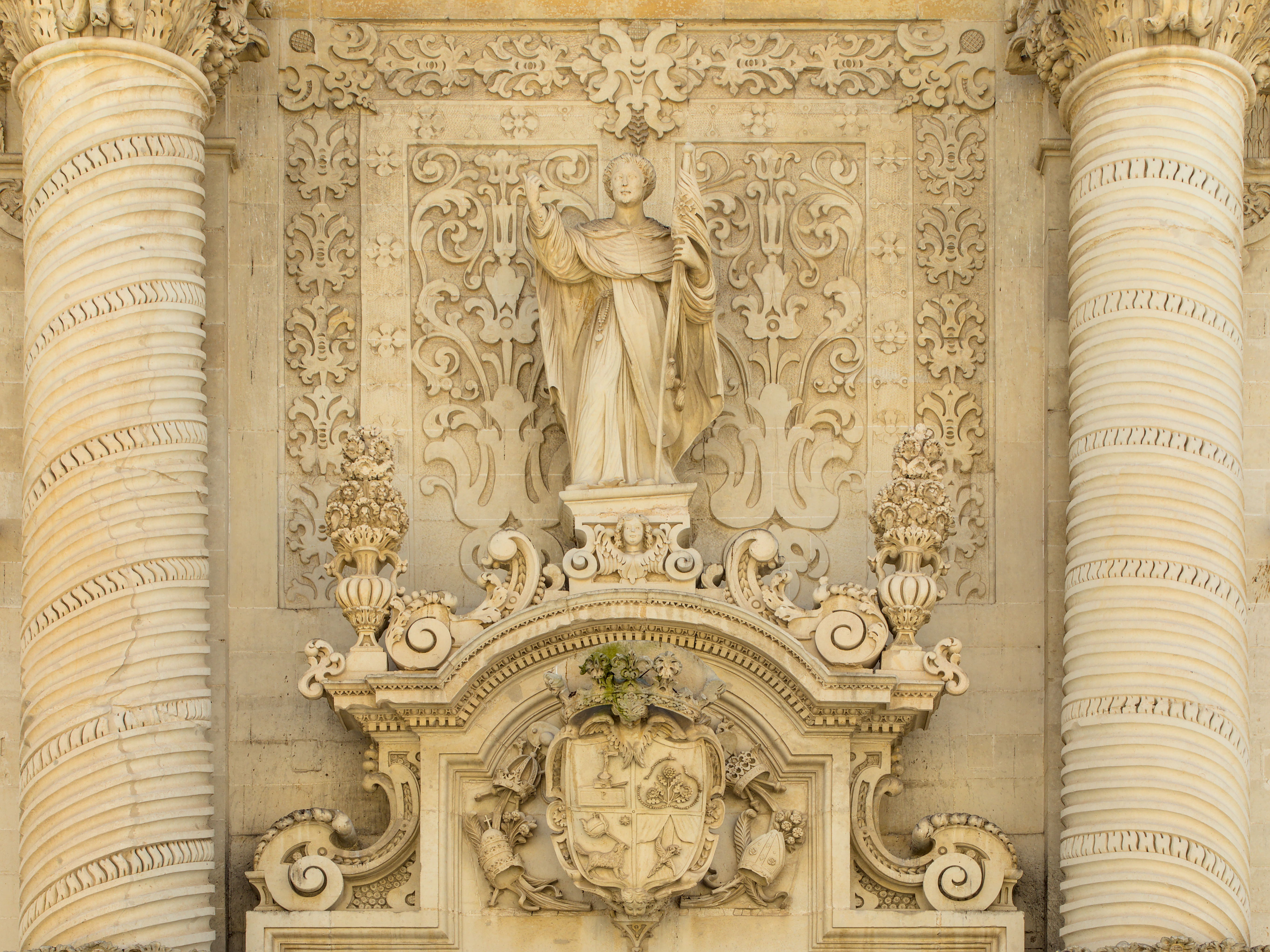
Détails de la façade au-dessus du portail : un blason sculpté surmonté d'une statue de saint Dominique de Guzman, entourés de deux colonnes cannelées.

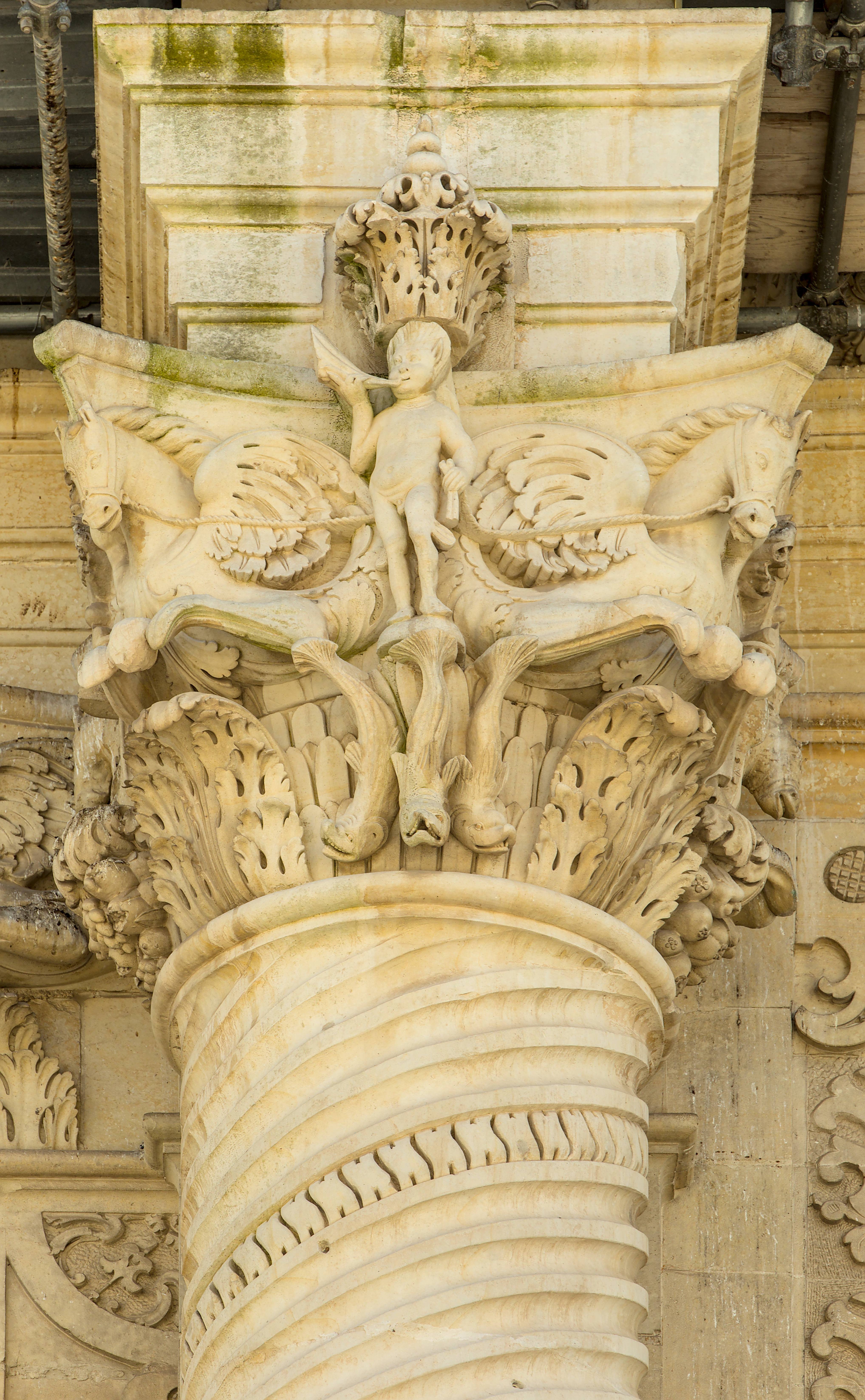
Détail de la façade : une colonne torsadée surmontée d'un chapiteau.

La façade est divisée en deux par une balustrade ornée de fleurs et de statues placées sur des socles sphériques qui représentent les visions du prophète Ézéchiel. La partie inférieure est caractérisée au centre par deux volumineuses colonnes cannelées qui encadrent un grand portail surmonté d'un blason et de la statue de saint Dominique de Guzman. Sur les côtés du portail se trouvent deux niches abritant les statues de saint Jean-Baptiste et du bienheureux François. Au centre de la balustrade, un élément de division entre les deux parties, et correspondant au vitrail central, se trouve la statue de la Vierge ; d'autres statues sont placées dans des niches, alignées sur celles de l'ordre inférieur. La façade se termine par une autre balustrade et par un fronton brisé. Au bas, sur les côtés de toute la façade, se trouvent deux hauts socles, sur lesquels se trouve la statue de saint Thomas d'Aquin.

## Intérieur
L'intérieur est en forme de croix grecque avec un plan octogonal. À l'origine, le projet comprenait un toit en forme de dôme, rendu irréalisable par l'amplitude et par la mort subite de Zimbalo. Le long de l'octogone, adossées aux colonnes sur lesquelles sont sculptés les différents blasons des familles ayant contribué à la construction de l'église, se trouvent les statues en pierre de Lecce de saint Thomas d'Aquin, saint Augustin et saint Paul, de saint Pierre, de saint Grégoire le Grand, de saint Ambroise et de saint Jérôme. Tout le périmètre intérieur est marqué par douze courtes chapelles avec autant d'autels baroques.
À l'entrée se trouvent les autels de sainte Catherine de Sienne et du baptême de Jésus, tous deux de la première moitié du XVIIIe siècle, conçus par Mauro Manieri puis les autels de la Nativité de Jésus, de la Vierge du Rosaire et de la Nativité de Marie. Le chœur abrite l'autel principal en pierre de Lecce et sur le mur du fond se trouvent de nombreux tableaux, dont le tableau central représentant la prédication de saint Jean-Baptiste, œuvre du XVIIe siècle du peintre Alessandria Oronzo Letizia. Sur le côté droit, se trouvent les autels de l'Assomption, du crucifix et de sainte Rose de Lima, dans ce dernier, se trouve une toile datant de 1735 du peintre Serafino Elmo. Les quatre autels disposés dans les chapelles de l'octogone sont dédiés à saint Thomas d'Aquin, à saint Vincent Ferrier, à saint Dominique et à saint Pierre de Vérone. La chaire sculptée avec une scène de l’Apocalypse, la seule des églises de Lecce à être construite en pierre, est particulièrement intéressante. L'église possède le cénotaphe d'Antonio De Ferrariis dit le Galateo, avec des portraits en marbre et des épigraphes de 1561 et 1788.